# Трейдуб, Порфирий Емельянович
Порфирий Емельянович Трейдуб (1897—1937) — советский писатель, журналист, партийный деятель. Редактор газеты «Краматорская домна» — первого массового издания города.

## Биография
Родился в Александровске (ныне — Запорожье) в семье грузчика, всего у Порфирия было семь братьев и сестёр. Благодаря помощи братьев матери вместе с братом Гавриилом окончил гимназию. Когда отец получил перелом ноги и не смог дальше работать, семья вынуждена была покинуть Александровск. В 1913 году Трейдуб переехал на Донбасс, устроился на завод Краматорского металлургического общества, работал молотобойцем, затем долбёжником на Старокраматорском машиностроительном заводе. В 1917 году вступил в партию большевиков. Был партизаном, боролся против кайзеровских войск. Затем служил в продотряде в соседнем Александровском районе. В 1917 году женился, супругу звали Ульяна. До 1922 года — оперуполномоченный ЧК, командир отряда по борьбе с бандитизмом в Краматорском и Славянском районах. В его подчинение входили 300 сабель и броневик.
В 1920 году его отозвали в Краматорск как специалиста-рабочего, но потом сразу же назначили уполномоченным местного ЧК по борьбе с бандитами в Славянском районе.
В 1922 году начал писать заметки о заводе в газете «Кочегарка». Через год по инициативе Трейдуба на первом совещании рабкоров была создана газеты «Краматорская домна», а сам Трейгуб избран редактором. Тогда же принял участие в первом губернском съезде рабкоров Донбасса, был избран членом президиума.
В 1924 году в журнале «Забой» был напечатан его рассказ «Разряды начальника Колебаева». В декабре 1926 года в связи с тяжёлым заболеванием перешёл на хозяйственную работу но не порывал связи с газетой и журналом «Забой». В этом журнале он опубликовал ряд рассказов: «Радостная земля», «Мать» и другие, в них показывал изменения, которые происходят в жизни рабочего класса. После этого его пригласили в редакцию популярной газеты «Кочегарка», и он с семьёй переехал в Артёмовск. В течение 1920-х занимался печатной деятельностью.
В середине 1930-х — директор Сталинградского номерного завода. Его брат Гавриил, директор сталинградского завода «Красный Октябрь», член ЦК, был репрессирован в 1938 году. Порфирия вызвали в НКВД для допросов. Понимая, что его ждёт, в марте 1937 года совершил самоубийство.